# La Huerce
La Huerce ist ein Ort und eine Gemeinde (municipio) mit 55 Einwohnern (Stand: 2024) im Nordwesten der Provinz Guadalajara in der Autonomen Gemeinschaft Kastilien-La Mancha. Neben dem Hauptort La Huerce besteht die Gemeinde aus der Ortschaft Valdepinillos und der Wüstung Umbralejo.

## Lage und Klima
La Huerce liegt in einer Höhe von ca. 1275 m in der Kulturlandschaft der Serranía. Die Entfernung zur südlich gelegenen Provinzhauptstadt Guadalajara beträgt ca. 53 Kilometer (Fahrtstrecke). Das Klima ist gemäßigt bis warm; Regen (659 mm/Jahr) fällt übers Jahr verteilt.

## Bevölkerungsentwicklung
| Jahr      | 1970 | 1981 | 1991 | 2001 | 2011 | 2021 |
| Einwohner | 184  | 24   | 22   | 40   | 56   | 54   |

## Sehenswürdigkeiten
- Sebastianuskirche in La Huerce
- Kirchruine Mariä Geburt in Umbralejo